# Phaeotomasellia ruwenzorensis
Phaeotomasellia ruwenzorensis är en svampart som beskrevs av Katum. 1981. Phaeotomasellia ruwenzorensis ingår i släktet Phaeotomasellia, klassen Dothideomycetes, divisionen sporsäcksvampar och riket svampar.   Inga underarter finns listade i Catalogue of Life.